# Ruch Wyzwolenia Narodowego
Ruch Wyzwolenia Narodowego (rum. Mișcarea Națională de Eliberare) – rumuńska organizacja antykomunistyczna w latach 1949–1952
Organizacja powstała w 1949 roku w Aradzie. Na jej czele stanął prof. Ion Blăgăilă i Ioan Grosolina. Była złożona z 38 osób. Wysłannicy organizacji objeżdżali tajnie wsie na obszarze gmin Arad, Bihor i Hunedoara, nawołując do formowania oddziałów partyzanckich. Obiecywali dostarczenie broni w momencie rozpoczęcia działań zbrojnych przeciwko komunistom. W sierpniu 1951 roku doszło do aresztowań członków organizacji. Trybunał wojskowy w Timișoarze skazał obu przywódców na karę śmierci, zamienioną na dożywocie, zaś pozostałych na kary wieloletniego więzienia.